# As Tears Go By (lied)
As Tears Go By is een lied dat is geschreven door Mick Jagger en Keith Richards van The Rolling Stones en hun manager Andrew Oldham. Het werd voor het eerst gezongen door de Britse zangeres Marianne Faithfull, die er in 1964 een hit mee had. In 1965 brachten The Rolling Stones het nummer zelf ook uit. In de Verenigde Staten haalden ze er een zesde plaats mee.

## Het nummer
As Tears Go By was een van de eerste eigen composities van Jagger en Richards. The Rolling Stones hadden in hun begintijd vooral nummers van anderen gespeeld. In een interview uit 1992 vertelde Keith Richards dat hun manager Andrew Oldham hen tweeën in een keuken opsloot met de opdracht er niet uit te komen voor ze een liedje hadden. Het resultaat heette As Time Goes By. Er was echter al een liedje dat zo heette; dat was beroemd van de film Casablanca uit 1942. Daarom veranderde Oldham de titel in As Tears Go By.
Het is een voor The Stones atypisch nummer. Het is geen rhythm-and-blues, maar een ballad. De ik-figuur in het liedje kijkt met een zekere melancholie naar spelende kinderen.

## Versie van Marianne Faithfull
Oldham liet het nummer opnemen door Marianne Faithfull, toen een beginnende zangeres. Het nummer was oorspronkelijk bedoeld als B-kant, maar Decca Records maakte er de A-kant van. In de begeleiding is een prominente rol weggelegd voor de hobo.
De single was de eerste plaat van Marianne Faithfull en met een negende plaats in de UK Singles Chart, de Britse hitparade, en een 22e plaats in de Billboard Hot 100, de Amerikaanse hitparade, meteen haar eerste succes.

### NPO Radio 2 Top 2000
Het nummer werd in Nederland geen hit, maar staat wel genoteerd in de Radio 2 Top 2000.

| Nummer met noteringen in de NPO Radio 2 Top 2000 | '99  | '00 | '01  | '02  | '03 | '04  | '05  | '06 | '07  | '08  | '09  | '10  | '11  | '12  | '13  | '14  |
| ------------------------------------------------ | ---- | --- | ---- | ---- | --- | ---- | ---- | --- | ---- | ---- | ---- | ---- | ---- | ---- | ---- | ---- |
| As Tears Go By                                   | 1031 | -   | 1251 | 1287 | 978 | 1060 | 1248 | 914 | 1096 | 1049 | 1105 | 1194 | 1237 | 1271 | 1487 | 1698 |

1. ↑  Een '-' betekent dat het nummer niet was genoteerd en een vetgedrukt getal geeft de hoogste notering aan.
2. ↑  Deze tabel is bijgewerkt tot en met de laatste editie (2024).

## Versie van The Rolling Stones
The Rolling Stones namen in oktober 1965 een eigen versie van As Tears Go By op in de IBC Studios in Londen. Van de groep deden alleen Mick Jagger (zang) en Keith Richards (twaalfsnarige akoestische gitaar) mee, en verder een strijkorkest onder leiding van de arrangeur Mike Leander. Op 4 december 1965 kwam het nummer uit op het Amerikaanse album December's children (and everybody's) en op 18 december 1965 werd het nummer, eveneens in de Verenigde Staten, uitgebracht als single.
De single kwam ook uit in andere landen, zoals Canada, Australië en Duitsland, en was overal een hit. In de Verenigde Staten bereikte ze de zesde plaats in de Billboard Hot 100. In het Verenigd Koninkrijk kwam As Tears Go By pas uit in februari 1966, en wel als achterkant van 19th Nervous Breakdown.
In Italië bracht de groep een Italiaanse versie van het nummer als single uit: Con le mie lacrime, met Heart of Stone als B-kant. In juli 2006 brachten The Stones het nummer in het Italiaans live in Milaan.
De groep bracht het nummer regelmatig live, maar dan uiteraard zonder strijkers. Het was een vast onderdeel van de promotietoer voor het album A Bigger Bang uit 2005/2006. Een van die uitvoeringen staat op het livealbum Shine a Light.

### NPO Radio 2 Top 2000
Het nummer is in Nederland niet als single uitgekomen (althans niet als A-kant), maar staat wel genoteerd in de Radio 2 Top 2000.

| Nummer met noteringen in de NPO Radio 2 Top 2000 | '00  | '01 | '02 | '03 | '04 | '05 | '06 | '07 | '08 | '09 | '10 | '11 | '12 | '13 | '14 | '15  | '16  | '17  | '18  | '19  | '20  | '21  | '22  | '23  | '24  |
| ------------------------------------------------ | ---- | --- | --- | --- | --- | --- | --- | --- | --- | --- | --- | --- | --- | --- | --- | ---- | ---- | ---- | ---- | ---- | ---- | ---- | ---- | ---- | ---- |
| As Tears Go By                                   | 1054 | -   | 522 | 538 | 667 | 598 | 568 | 692 | 616 | 737 | 729 | 758 | 650 | 883 | 955 | 1367 | 1420 | 1315 | 1275 | 1508 | 1408 | 1513 | 1671 | 1642 | 1960 |

1. ↑  Een '-' betekent dat het nummer niet was genoteerd en een vetgedrukt getal geeft de hoogste notering aan.
2. ↑  2000 was het eerste jaar met een notering voor dit nummer.

### Evergreen Top 1000
| Evergreen Top 1000 | Evergreen Top 1000 | Evergreen Top 1000 | Evergreen Top 1000 | Evergreen Top 1000 | Evergreen Top 1000 | Evergreen Top 1000 | Evergreen Top 1000 | Evergreen Top 1000 | Evergreen Top 1000 | Evergreen Top 1000 | Evergreen Top 1000 | Evergreen Top 1000 | Evergreen Top 1000 | Evergreen Top 1000 | Evergreen Top 1000 | Evergreen Top 1000 |
| Jaar               | 2008               | 2009               | 2010               | 2011               | 2012               | 2013               | 2014               | 2015               | 2016               | 2017               | 2018               | 2019               | 2020               | 2021               | 2022               | 2023               |
| ------------------ | ------------------ | ------------------ | ------------------ | ------------------ | ------------------ | ------------------ | ------------------ | ------------------ | ------------------ | ------------------ | ------------------ | ------------------ | ------------------ | ------------------ | ------------------ | ------------------ |
| Positie            | -                  | -                  | -                  | -                  | -                  | 103                | 159                | 147                | 202                | 225                | 276                | 269                | 254                | 238                | 334                | 251                |

### Op albums
Het nummer staat op de volgende albums:
- December's children (and everybody's) (1965)
- Big Hits (High Tide and Green Grass) (1966)
- Stone Age (1971)
- Hot Rocks 1964–1971 (1971, 1990)
- Rolled Gold: The very best of The Rolling Stones (1975)
- Stones Story (1976)
- Slow Rollers (1981)
- Singles Collection: The London Years (1989)
- Rolled Gold+: The very best of The Rolling Stones (2007)
- Shine a Light (2008)
- GRRR! (2012)

en op de cd-box Singles 1965-1967 (2004).

## Latere uitvoeringen

### Door andere artiesten
- De Hilversumse groep The Torero’s (met Hans Hollestelle op gitaar) stond in 1966 met een cover van dit nummer eventjes in de onderste regionen van de Nederlandse Top 40.
- Er bestaat een Catalaanse versie door de zangeres Maria del Mar Bonet.
- Nancy Sinatra nam het nummer in 1966 op voor haar album Boots.
- In 2022 verscheen de skaversie van de Britse zangeres Rhoda Dakar.

### Door Marianne Faithfull
- Marianne Faithfull voerde het nummer samen met Vanessa Paradis en gitarist Johnny Marr live uit tijdens een herdenkingsconcert voor Linda McCartney in de Royal Albert Hall in april 1999.

## Gebruik in de media
- Het lied is te horen in de laatste aflevering van het vijfde seizoen van de Amerikaanse tv-serie House en in de film Made in U.S.A. van Jean-Luc Godard, waar het a capella gezongen wordt door Marianne Faithfull.